# ヘラルト・デ・ライレッセの肖像
『ヘラルト・デ・ライレッセの肖像』（ヘラルト・デ・ライレッセのしょうぞう、蘭: Portret van Gerard de Lairesse、英: Portrait of Gerard de Lairesse）は、17世紀オランダ黄金時代の巨匠レンブラント・ファン・レインが1665-1667年にキャンバス上に油彩で制作した肖像画である。 論文を手にしている画家ヘラルト・デ・ライレッセを表している。作品は、ロバート・レーマン氏の遺贈で、1975年にニューヨークのメトロポリタン美術館に収蔵された。

## 来歴
1935年に、絵画はレオポルト・コッペル (Leopold Koppel) の所有であったが、ヒトラー政権のもとにおけるドイツ経済のアーリア化により、彼はすべての資産を売却させられた。メトロポリタン美術館によれば、絵画は、1943年10月1日にアルバート・L・コッペル (Albert L. Koppel) からニューヨークのノードラー商会に委託された。その後、1945年4月27日にノードラーはコッペルから絵画を購入し、続いて、絵画はロバート・レーマンに購入された。

## 作品
ヘラルト・デ・ライレッセ (1641–1711年) は、17世紀にはよく知られた画家、エッチング制作者、理論家であった。彼は梅毒に罹って、1690年頃には盲目になり、以後美術理論に専心した。1665年にこの肖像画が描かれるまでに、猛威をふるった病気のために彼の顔は腫れ、鼻は変形していた（この肖像画が描かれた時、デ・ライレッセはまだ25歳で、鼻の変形は、彼が故郷を離れなければならなくなった揉め事で負傷したとする説もある。）。レンブラントは、モデルの不幸な外見を妥協することなく、ありのままに描きつつ、静かな尊厳の雰囲気を与えている。デ・ライレッセの絵画の理想は、彼が「キャンバス上の泥の液体」と蔑視的に喩えたレンブラントの様式とは反対であったが、レンブラントによる彼の描写は共感を表したものとなっている。

絵画は、1914年に研究者ホフステーデ・デ・フロートにより以下のように記述されている。
658番。ヘラルト・デ・ライレッセ (1640年9月11日生まれ、1711年7月21日没)、画家。 4分の3の身体像。等身大。彼は肘掛け椅子に座り、左を向いて、鑑賞者の方を見ている。椅子の肘掛けに置かれている左手に論文を持っている。右手は、胸部でコートに差し入れられている。豊かな巻き毛が、2つの房飾りのある、広く滑らかなカラーに垂れている。彼は暗色のコートを着て、黒いマント羽織っている。シュミット・デゲネール (Schmidt Degener) により提案された人物特定は、この肖像画とアルノルト・ホウブラーケンの『ネーデルラントの画家たちの大劇場 (Groote Schouburgh)』(画家たちの伝記) にある画家の肖像画との非常な類似による。さらなる証拠として、ライレッセが本作のモデルのように梅毒患者であったことが挙げられる。「Rembrandt f. 1663」(または、デゲネールによると1665年) の署名。キャンバス、縦44 と1/2インチ、 横34と1/2インチ。

## ヘラルト・デ・ライレッセの肖像画
本作は、モデルの梅毒による「鞍鼻」 (鼻筋が落ち込んで、低くなった鼻) を示している。彼の鞍鼻は、ホフステーデ・デ・フロートが言及したエングレービングにおいてより目立っている。

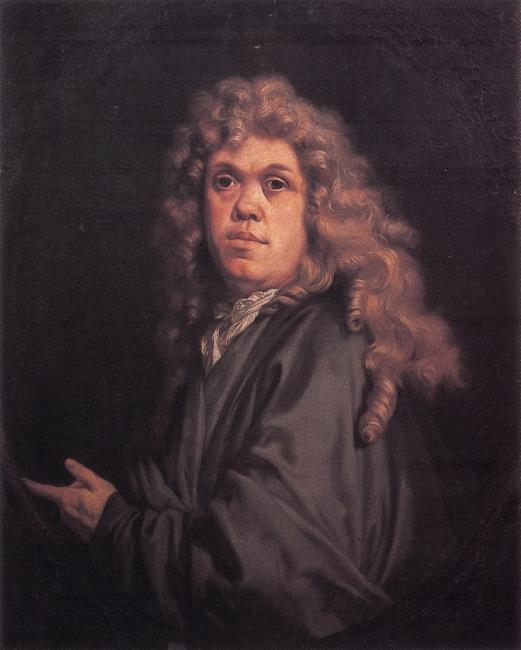
ヘラルト・デ・ライレッセ『自画像』ウフィツィ美術館
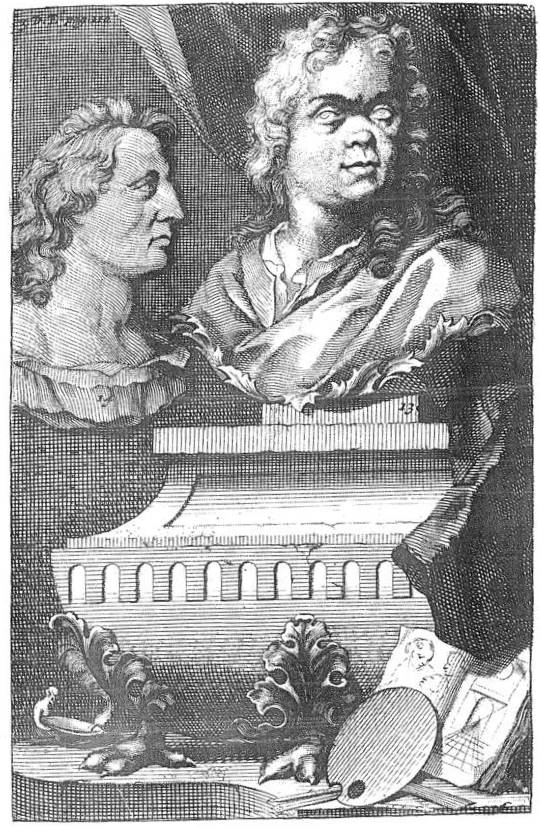
ホウブラーケン: バルトレット・フレマル(Bartholet Flemal) (左) とデ・ライレッセ (右)
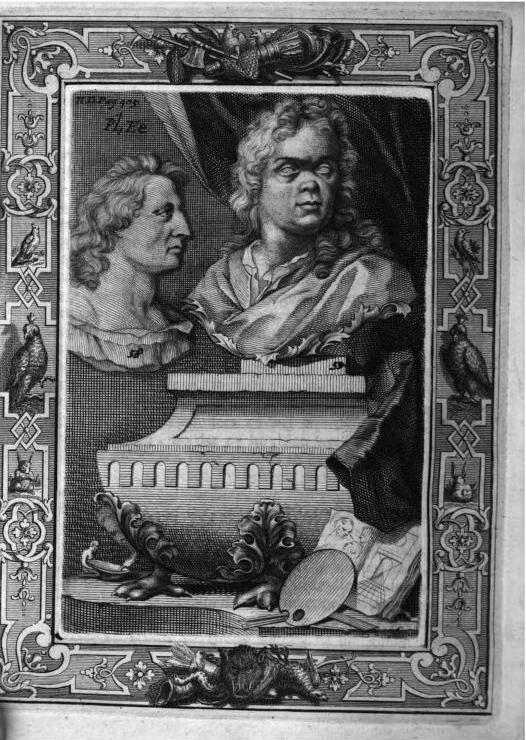
ヤーコプ・カンポ・ウェイエルマン（英語版）による複製
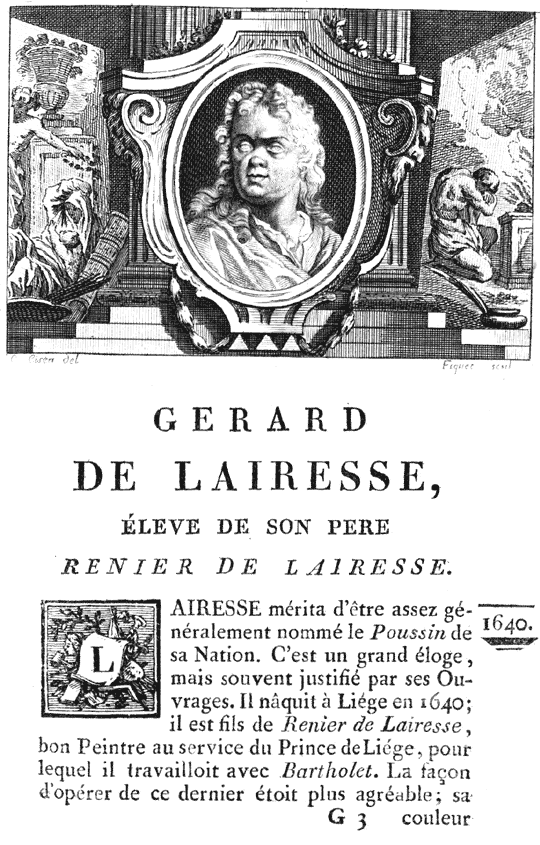
ジャン＝バティスト・デカンによる胸部分の複製 (逆向き)